# Nicolas Jackson
Nicolas Jackson (* 20. června 2001 Banjul) je senegalský profesionální fotbalista, který hraje na pozici útočníka za anglický klub Chelsea FC. Narodil se v Gambii, ale reprezentuje senegalský národní tým.

## Klubová kariéra
Jackson začal svou kariéru v Casa Sports, kde byl součástí prvního týmu během sezóny 2018/19. Byl také jmenován mužem zápasu při remíze 1:1 proti AS Pikine dne 16. listopadu 2018.
V září 2019 se Jackson dohodl na smlouvě s týmem Villarreal CF z La Ligy, ale byl poslán do juniorského týmu. Dne 5. října následujícího roku, po konci angažmá, byl poslán na hostování do týmu Segunda División CD Mirandés pro sezónu 2020/21.
Jackson debutoval v profesionálním týmu 18. října 2020, když nastoupil jako náhradník za Antonia Caballera při domácí remíze 0:0 proti RCD Mallorca. Svůj první profesionální gól vstřelil 28. listopadu, když vsítil úvodní branku při domácí remíze 1:1 proti CD Castellón.
Po návratu hrál Jackson znovu za B-tým Villarrealu v Primera Federación, než 3. října 2021 debutoval v prvním týmu – a La Lize, když nahradil Arnauta Danjumu při domácím vítězství 2:0 nad Realem Betis. Svůj první gól v nejvyšší soutěži vstřelil 13. srpna následujícího roku, když vsítil úvodní branku při venkovním vítězství 3:0 nad Realem Valladolid.
Dne 26. srpna 2022 Jackson a jeho týmový kolega Álex Baena prodloužili s Villarealem smlouvy. V lednu 2023 Villarreal dostal nabídku 22,5 liber od týmu Premier League AFC Bournemouth za podpis Jacksona, ale kvůli problémům s hamstringem z přestupu sešlo.

### «Chelsea»
30 června 2023 Jackson podepsal osmiletou smlouvu z klubem Chelsea platný do 2031 roků za 32 milionů liber. 13 srpna debutoval za klub v zápase Premier League proti Liverpoolu, který skončil remízou 1:1. Jackson vstřelil svůj první gól za Chelsea 25. srpna 2023 proti Luton Town 3:0. 6. listopadu zaznamenal svůj první hattrick v utkání s Tottenhamem, které skončilo vítězstvím Chelsea 4:1.

## Reprezentační kariéra
Jackson se narodil v Gambii, vyrůstal v Senegalu, a má tedy dvojí občanství. Reprezentoval Senegal na úrovni do 20 let, poprvé v listopadu 2018. Byl nominován na Mistrovství světa ve fotbale 2022 a zahrál si v úvodním zápase proti Nizozemsku, kde Senegal prohrál 0:2.

## Osobní život
V roce 2022 se Jackson připojil ke sportovní marketingové agentuře B-Engaged, aby rozšiřoval své portfolio značek a profily na sociálních sítích.

## Kariérní statistiky

### Klubové
K zápasu hranému 6. listopadu 2023.
| Klub              | Sezóna            | Liga               | Liga   | Liga | Národní | Národní | Kontinentální | Kontinentální | Ostatní | Ostatní | Celkově | Celkově |
| Klub              | Sezóna            | Divize             | Zápasy | Góly | Zápasy  | Góly    | Zápasy        | Góly          | Zápasy  | Góly    | Zápasy  | Góly    |
| ----------------- | ----------------- | ------------------ | ------ | ---- | ------- | ------- | ------------- | ------------- | ------- | ------- | ------- | ------- |
| CD Mirandés       | 2020/21           | Segunda División   | 16     | 1    | 1       | 0       | —             | —             | —       | —       | 17      | 1       |
| Villarreal B      | 2021/22           | Primera Federación | 25     | 5    | —       | —       | —             | —             | 2       | 2       | 27      | 7       |
| Villarreal        | 2021/22           | La Liga            | 8      | 0    | 1       | 0       | 0             | 0             | —       | —       | 9       | 0       |
| Villarreal        | 2022/23           | La Liga            | 26     | 12   | 2       | 0       | 10            | 1             | —       | —       | 38      | 13      |
| Chelsea           | 2023/24           | Premier League     | 10     | 5    | 3       | 1       |               |               |         |         | 10      | 5       |
| Celkově v kariéře | Celkově v kariéře | Celkově v kariéře  | 87     | 25   | 7       | 1       | 10            | 1             | 2       | 2       | 106     | 29      |

### Reprezentační
K zápasu hranému 6. listopadu 2023.
| Národní tým | Rok     | Zápasy | Góly |
| ----------- | ------- | ------ | ---- |
| Senegal     | 2022    | 1      | 0    |
| Senegal     | 2023    | 3      | 0    |
| Celkově     | Celkově | 4      | 0    |